# 光文社ペーパーバックス
光文社ペーパーバックス（こうぶんしゃぺーぱーばっくす）は、光文社が発行していた書籍のレーベル。名の通り、ペーパーバックスタイルが特徴。2002年11月に創刊したが、2009年8月発行の『日本「半導体」敗戦』と『大阪破産 第2章』の2タイトルをもって、事実上終刊した。

## 特徴
A5版の書籍だが、ハードカバーではなくソフトカバーである。コンビニコミックや洋書のように、ジャケットや帯を省略し、再生紙を用いるなど、省資源化を図った装幀になっている。既存の書籍との最大の違いは、本文が「横書き」になっていることである。これは、英語を理解できるビジネスマン層を読者対象にしているからであり、本文中にも英単語がいたるところに記述されている。ジャンルはビジネス書の範疇にあり、経済、投資、経営のほか、国際政治などを扱うこともある。全般的に事象に対して批判的、ジャーナリスティックなスタンスをとる。
2004年に『内側から見た富士通「成果主義」の崩壊』がベストセラーとなり、一般的に認知される。光文社の成功をへて、洋泉社からもペーパーバックスシリーズが刊行された。

## 主な作品
- 『借り手のための金融戦略』木村剛
- 『亡国から再生へ A Nation Without Ethics』高杉良
- 『不滅の「役人天国」 Undying Official's Paradise All Over Japan』斐昭
- 『マニフェスト論争 最終審判』木村剛
- 『NTTを殺したのは誰だ!』藤井耕一郎
- 『内側から見た富士通「成果主義」の崩壊』城繁幸
- 『16倍速勉強法』本山勝寛